# Toranomon Hills (metropolitana di Tokyo)
Toranomon Hills (虎ノ門ヒルズ駅?, Toranomon Hiruzu-eki) è una stazione della Metropolitana di Tokyo, situata nella zona di Toranomon, a Minato. La stazione è servita dalla linea Hibiya della Tokyo Metro.

## Storia
Il 14 ottobre 2014 fu annunciata la realizzazione di una nuova stazione ferroviaria da integrare nel complesso di riqualificazione del distretto di Toranomon, da posizionarsi sulla linea Hibiya. I lavori iniziarono due anni dopo, mentre il nome definitivo della stazione venne annunciato l'8 dicembre 2018. Il 6 giugno 2020 la stazione è stata aperta innanzitutto al minimo dei servizi, mentre il completamento dell'area commerciale è previsto per il 2022.

## Struttura
La stazione è costituita da due marciapiedi laterali lungi 147 metri con due binari centrali passanti. A causa dell'impostazione della linea Hibiya, al momento attuale ciascuna direzione possiede accessi e tornelli separati, obbligando a uscire in strada per passare alla direzione opposta. Tuttavia, al livello B2 sotterraneo è in fase di realizzazione un mezzanino dove, dal 2023 saranno posti gli accessi a entrambe le direzioni di marcia.
| 1 | Linea Hibiya | per Roppongi, Ebisu, Naka-Meguro e, via linea Tōkyū Tōyoko Hiyoshi e Kikuna |
| 2 | Linea Hibiya | per Ginza, Ueno, Kita-Senju e, via linea Tōbu Isesaki, Tōbu Dōbutsu Kōen    |

## Stazioni adiacenti
| «            | Servizio     | »            |
| Linea Hibiya | Linea Hibiya | Linea Hibiya |
| ------------ | ------------ | ------------ |
| Kamiyachō    | -            | Kasumigaseki |